# Râul Valea Drăgușei
Râul Valea Drăgușei este un afluent al râului Poiana.

## Hărți
- Harta județului Maramureș
- Harta Munții Gutâi  Arhivat în 4 martie 2016, la Wayback Machine.